# Френсоис Стејн
Френсоис Стејн (енгл. François Steyn; 14. мај 1987) је професионални јужноафрички рагбиста који тренутно игра за јапански тим Тошиба Брејв Лупус у такмичењу које се зове Топ лига. Стејн је са рагби репрезентацијом ЈАР освојио титулу шампиона света 2007.

## Биографија
Висок 191 цм, тежак 111 кг, Стејн повремено игра центра или отварача али најчешће на позицији број 15 - аријер (енгл. Full back). У каријери је играо за Расинг 92 и јужноафрички рагби јунион тим Шаркс. 2014. прешао је у Јапански тим Тошиба Брејв Лупус. За "Спрингбоксе" (Рагби јунион репрезентација Јужноафричке Републике) одиграо је 53 тест меча и постигао 132 поена. Рагби историја ће памтити његов дроп кик са преко 55 метара у једној утакмици Топ 14.